# Paracoptacra ascensi
Paracoptacra ascensi är en insektsart som beskrevs av Giglio-tos 1907. Paracoptacra ascensi ingår i släktet Paracoptacra och familjen gräshoppor. Inga underarter finns listade i Catalogue of Life.